# Героям Майдана (серия монет)
Героям Майдана (укр. Героям Майдану) — серия памятных монет, посвящённых Евромайдану. Серия состоит из трёх нейзильберовых монет номиналом в 5 гривен, выпущенных в обращение 18 февраля 2015 года. Монеты серии не имеют единого оформления аверса и реверса.
Выпуск серии монет был утверждён постановлением правления Национального банка Украины от 18 декабря 2014 года.

## Монеты
Общие характеристики монет:
- Номинал — 5 гривен;
- Масса — 16,54 г.;
- Диаметр — 35 мм;
- Качество чеканки — специальный анциркулейтед;
- Гурт — рифлёный;
- Тираж каждой монеты — 100 000;
- Художники: Владимир Таран, Александр Харук, Сергей Харук;
- Отпускная цена НБУ — 29 гривен.

| Аверс | Реверс | Описание | Примечание                                                                           |
| ----- | ------ | --- | ------------------------------------------------------------------------------------ |
|       |        | На аверсе: на зеркальном фоне колокола вверху — надпись «УКРАЇНА», под надписью — участник Евромайдана. Слева от колокола — надписи «5 ГРИВЕНЬ 2015» и логотип Монетного двора НБУ, справа от колокола — государственный герб Украины. На реверсе: композиция в форме креста с цветным изображением сцены противостояния. Вверху — надпись «РЕВОЛЮЦІЯ ГІДНОСТІ». | - Название монеты: Революция достоинства - Скульптор: Святослав Иваненко             |
|       |        | |                                                                                      |
|       |        | На аверсе: на рельефном фоне, стилизованном под флаг, вверху — надпись «УКРАЇНА» и государственный герб Украины, слева — надписи «5 ГРИВЕНЬ 2015», внизу — логотип Монетного двора НБУ. В центре — квадрат с надписью «НОСІЄМ СУВЕРЕНІТЕТУ І ЄДИНИМ ДЖЕРЕЛОМ ВЛАДИ В УКРАЇНІ Є НАРОД» (цитата из ст. 5 Конституции Украины), внутри квадрата — группа людей. На реверсе: на фоне флага Европейского Союза — кулак, сжимающий флаг Украины. Слева — надпись «ЄВРОМАЙДАН». | - Название монеты: Евромайдан - Скульпторы: Святослав Иваненко, Роман Чайковский     |
|       |        | |                                                                                      |
|       |        | На аверсе: на фоне брусчатки — государственный герб Украины, гвоздики, надпись «ГЕРОЇ НЕ ВМИРАЮТЬ!». Слева — надписи «5 ГРИВЕНЬ 2015», справа — логотип Монетного двора НБУ. На реверсе: внизу — свечи, пламя которых поднимается вверх на фоне государственного флага Украины. Вверху — надпись «НЕБЕСНА СОТНЯ». | - Название монеты: Небесная сотня - Скульпторы: Святослав Иваненко, Роман Чайковский |
|       |        | |                                                                                      |